# 마상창시합

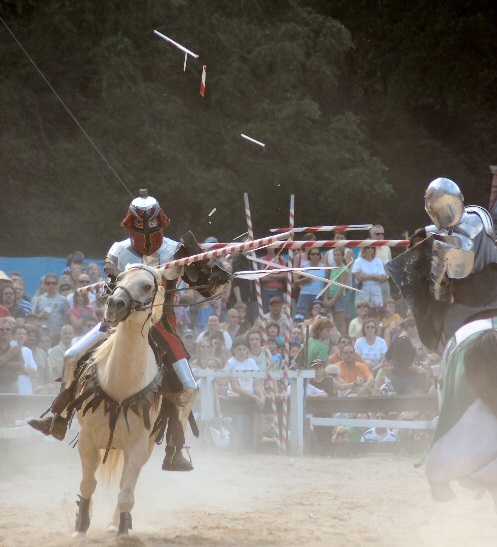

마상창시합(馬上槍試合, 영어: Joust 자우스트[*], 프랑스어: Joste 주스트[*], 독일어: Tjost 툐스트[*], 스페인어: Justa 후스타[*])는 중세 토너먼트의 일부로 진행된, 기병 두 사람이 랜스를 가지고 하는 무술 내지 대결이다.